# بيل وين (لاعب كرة قاعدة)
بيل وين (بالإنجليزية: Bill Wynne)‏ هو لاعب كرة قاعدة أمريكي، ولد في 27 مارس 1869 في Neuse, North Carolina ‏ في الولايات المتحدة، وتوفي في 7 أغسطس 1951 في رالي في الولايات المتحدة.

## وصلات خارجية
- بيل وين على موقعبيزبول رفرنس.كوم (الدوري الرئيسي) (الإنجليزية)